# Bang Bang!
Pour les articles homonymes, voir Bang Bang.
Pour plus de détails, voir Fiche technique et Distribution.
Bang Bang! (बैंग बैंग!) est un film indien réalisé par Siddharth Anand, sorti en 2014. Il s'agit d'un remake du film américain Night and Day.

## Synopsis
La réceptionniste d'une banque est embarquée dans une aventure qui la dépasse quand elle rencontre l'agent secret Rajveer Nanda.

## Fiche technique
- Titre : Bang Bang!
- Titre original : बैंग बैंग!
- Réalisation : Siddharth Anand
- Scénario : Sujoy Ghosh, Suresh Nair et Abbas Tyrewala
- Musique : Vishal Dadlani et Shekhar Ravjiani
- Photographie : Benjamin Jasper, Sunil Patel et Vikas Sivaraman
- Montage : Akiv Ali
- Société de production : Milk & Honey Pictures, Bollywood Hollywood Production et Fox Star Studios
- Société de distribution : StudioCanal UK et Netflix
- Pays :  Inde
- Genre : Action, espionnage, thriller, comédie romantique et thriller
- Durée : 153 minutes
- Dates de sortie : 
  - Inde : 2 octobre 2014
  - France : 25 décembre 2014
  - Royaume-Uni : 15 janvier 2015

## Distribution
- Hrithik Roshan : Rajveer Nanda
- Katrina Kaif : Harleen Sahani
- Pawan Malhotra : Zorawar Kalwa
- Danny Denzongpa : Omar Zafar
- Jaaved Jaffrey : Hamid Gul
- Jimmy Shergill : le colonel Viren Nanda
- Vikram Gokhale : le chef de l'ISS Narayanan
- Kanwaljit Singh : le père de Rajveer
- Deepti Naval : la mère de Rajveer
- Kamlesh Gill : Dadi, la grand-mère de Harleen
- Parthaa Akerkar : Robert
- Pratik Dixit : Karan Saxena
- Pradeep Kabra : Big Man
- Frank M. Ahearn : Bok Choy

## Box-office
Le film a rapporté 47 millions de dollars et a été le quatrième film au box-office indien en 2014.